# Daniel Cavia
Daniel Cavia Sanz (Laguna de Duero, 2 juni 2002) is een Spaans wielrenner.

## Carrière
In 2023 en 2024 behaalde Cavia meerdere overwinningen en ereplaatsen in vooral het Spaanse amateurcircuit. Hij werd door de Spaanse bond geselecteerd voor deelname aan de wegwedstrijd voor beloften op het Europese kampioenschap, waar hij op plek 33 eindigde.
In 2025 werd Cavia prof bij Burgos Burpellet BH. Zijn debuut voor de ploeg maakte hij in de Grote Prijs Castellón. In maart nam hij deel aan de Ronde van Taiwan, waar hij in vier van de vijf etappes in de top tien eindigde. In het algemeen klassement eindigde hij op de zevende plek, op twaalf seconden van winnaar Brady Gilmore.

## Ploegen
- 2025 –  Burgos Burpellet BH